# Ernest George Meers
Ernest George Meers (1849 – 20 de agosto de 1928) fue un tenista, organista y comerciante de goma inglés.

## Biografía
Meers nació en Kingsnorth, cerca de Ashford, Kent. Fue educado en Faversham Grammar School. Obtuvo un Bachillerato en Música en Queen's College, Oxford, y más tarde fue presidente y director general de Watts Ltd, fabricantes de goma. Se casó con Eliza Rose, hija del Capitán Henry Douglas-Hart del Ejército de Madrás, quien fue asesinado mientras servía en la India en 1858. Tuvieron tres hijos y dos hijas que le sobrevivieron.

## Carrera en el tenis
Su primer torneo fue en el Campeonato del Norte de Inglaterra en Scarborough en 1884, donde quedó eliminado en la ronda de 16. Alcanzó su primera final en Sittingbourne en 1885, perdiendo ante Ernest Wool Lewis. Meers jugó en el Campeonato de Wimbledon entre 1890 y 1895, alcanzando los cuartos de final de la competencia abierta en 1894 y las semifinales en 1895. Llegó a las semifinales del Campeonato nacional de Estados Unidos 1889 y ganó el Campeonato Británico de Canchas Cubiertas en 1892. Otros éxitos individuales incluyen ganar el Campeonato Británico de Canchas Cubiertas en 1891 en canchas de madera dura. Ganó el Campeonato de Kent en césped tres veces (1888, 1890-91). Además, ganó tres títulos en el Campeonato de Essex (1887-88, 1890) y el Abierto de Chingford (1888), así como el Campeonato de Middlesex una vez en 1891. Jugó su último torneo en el Campeonato Británico de Canchas Cubiertas en 1896, quedando eliminado en los cuartos de final.